# 坎波莫罗内
坎波莫罗内（義大利語：Campomorone），是意大利热那亚省的一个市镇。总面积26.2平方公里，人口7450人，人口密度284.4人/平方公里（2009年）。ISTAT代码为010009。

## 友好城市
- 阿根廷圣尼古拉斯 2013年